# Metropolitan State University
Metropolitan State University (Metro State) es una universidad pública estadounidense ubicada en el Área metropolitana de Minneapolis-Saint Paul. Es miembro del sistema de colegios y universidades del estado de Minnesota.

## Historia
La institución fue fundada en 1971 como Minnesota Metropolitan State College con la misión de educar a estudiantes no tradicionales del área metropolitana de Twin Cities cuyas necesidades no fueron atendidas por otras instituciones existentes como la Universidad de Minnesota. David E. Sweet fue nombrado primer presidente de la universidad y la escuela, con oficinas sobre una farmacia en el centro de St. Paul, admitió a la primera clase de 50 estudiantes en 1972. La universidad no tenía campus y ofrecía clases en espacios alquilados en las Ciudades Gemelas (Minneapolis-St. Paul) área metropolitana. Cuando comenzó Metropolitan State, era una universidad para adultos que trabajaban. Era estrictamente una universidad de división superior donde los estudiantes solo podían completar sus años junior y senior de estudios académicos. Inicialmente, la universidad siguió un curso no tradicional: ofrecía un aprendizaje basado en competencias mediante el cual los estudiantes eran reconocidos por el aprendizaje adquirido fuera del aula, incluido el aprendizaje previo a través de la experiencia. Las calificaciones con letras estaban disponibles, pero siempre eran opcionales. En lugar de calificaciones obligatorias con letras, los instructores escribieron "evaluaciones narrativas" y registraron sólo lo que los estudiantes "sabían y podían hacer". Los estudiantes diseñaron sus propios planes de estudios. La mayor parte de la enseñanza fue realizada por "profesores de la comunidad" que tenían títulos avanzados y tenían una amplia experiencia práctica en sus respectivos campos.
Durante la década de 1980, la inscripción aumentó de alrededor de 1,000 estudiantes a más de 2,500 estudiantes. La universidad expandió sus programas a 30 programas de bachillerato a medida que el estado aumentaba los fondos para la institución.
La universidad comenzó a admitir estudiantes de primer y segundo año y adoptó requisitos de educación general y una política de calificaciones con promedios de calificaciones en 1994. En el otoño de 1998, Metro State, junto con toda la educación superior pública en Minnesota, pasó de una programación de tres trimestres a una de dos semestres. sistema. En 1992, el campus principal de la universidad se trasladó a un campus permanente que se encuentra en la sección de Dayton's Bluff este de Saint Paul. A pesar de este cambio, la universidad mantuvo el compromiso de ofrecer clases en espacios alquilados en toda el área metropolitana. Hoy en día, el campus principal está ubicado en Saint Paul, y las instalaciones adicionales del campus se encuentran en Midway, Minneapolis y Brooklyn Park.
Aunque Metro State adoptó un formato más tradicional en la década de 1990, continúa brindando a los estudiantes la oportunidad de crear sus propios programas de grado individualizados / diseñados por ellos mismos a través de la Facultad de Estudios Individualizados (CIS). El 1 de julio de 2012, el 'First College' de Metro State pasó a llamarse CIS. Los títulos individualizados son una alternativa popular para los estudiantes que están interesados en títulos únicos o interdisciplinarios en lugar de títulos tradicionales "estructurados".
Durante el año escolar 2009-10, Metro State inscribió a 6,000 estudiantes equivalentes a tiempo completo. Desde 2008 hasta el 30 de junio de 2014, la Dra. Sue K. Hammersmith fue la presidenta de Metro State. Durante el mandato de seis años del Dr. Hammersmith, el número de títulos conferidos aumentó en un 38%. El Dr. Devinder Malhotra se convirtió en presidente de Metro State el 1 de julio de 2014. Durante el año escolar 2014–2015, Metro State atendió a 12,000 estudiantes de tiempo completo y parcial. Virginia Arthur fue la rectora de Metro State desde 2012 hasta 2016, cuando se convirtió en la presidenta de la universidad.

### Presidentes
- David E. Sweet (1972-1977)
- Reatha King (1977-1988)
- Charles Graham (1988-1989)
- Tobin Barrozo (1989-1992)
- Richard Green (1993-1993)
- Susan Cole (1993–1998)
- Dennis Nielsen (1998-2000)
- Wilson G. Bradshaw (2000-2007)
- William Lowe (2007-2008)
- Sue Hammersmith (2008-2014)
- Devinder Malhotra (2014-2016)
- Virginia Arthur (2016-presente)

## Académica
Como parte de su misión de educar a los adultos que trabajan y a los estudiantes no tradicionales, Metro State anteriormente tenía una política de admisión abierta con solicitudes continuas aceptadas durante todo el año.  Metro State ha sido clasificado como "menos selectivo" e históricamente ha tenido una tasa de aceptación cercana al 100%.
Metro State ofrece 62 títulos de pregrado 'estructurados', un título de BA de diseño propio en artes liberales, un título de BA de diseño propio / individualizado y tres certificados de pregrado a través de sus cuatro universidades y tres escuelas: la Facultad de Artes y Ciencias, la Facultad de Administración, la Facultad de Salud, Estudios Comunitarios y Profesionales, la Escuela de Enfermería, la Escuela de Aplicación de la Ley y Justicia Penal, la Escuela de Educación Urbana y la Facultad de Estudios Individualizados.
Metropolitan State University ofrece 25 programas de maestría 'estructurados', una maestría o maestría en estudios individualizados y una maestría interdisciplinaria en estudios liberales. La universidad también ofrece once programas de certificación de posgrado. En 2007, Metro State comenzó a ofrecer un título de doctor en práctica de enfermería aplicada. Metro State lanzó el primer doctorado aplicado en administración de empresas dentro del sistema estatal de Minnesota durante el semestre de otoño de 2010. Aunque varias escuelas de la región, como la Universidad de Minnesota, ofrecen doctorados en administración de empresas, solo hay siete universidades acreditadas regionalmente en todo el Medio Oeste superior que ofrecen títulos de Doctorado en Administración de Empresas (DBA). Con casi 900 especializaciones en contabilidad declaradas, el programa de Licenciatura en Ciencias en Contabilidad de la Metropolitan State University es el más grande de Minnesota. Además, los graduados del programa de contabilidad de Metro State se ubican constantemente entre los 10 primeros en el exigente examen CPA de Minnesota. En total, Metro State ofrece un total de 108 títulos y certificados académicos de pregrado y posgrado; esto no incluye ningún programa de pregrado menor.

### Acreditación
La universidad está acreditada por la Comisión de Estudios Superiores, el Consejo de Acreditación de Escuelas y Programas de Negocios (ACBSP), la Comisión de Educación Universitaria en Enfermería (CCNE) y el Consejo de Educación en Trabajo Social (CSWE). Metro State también está acreditada por la Junta de Estándares y Licencias para Educadores Profesionales de Minnesota (PELSB), la Junta de Estándares y Capacitación de Oficiales de Paz de Minnesota (POST) y la Sociedad para la Gestión de Recursos Humanos (SHRM). Además ha recibido el reconocimiento y el respaldo de la Institute of Management Accountants (IMA) y del National Center of Academic Excellence in Cyber Defense Education.

## Demografía
Según los datos del año académico 2016-2017, el 45% del cuerpo estudiantil de Metropolitan State University son estudiantes de color, mientras que el 4% son de fuera del estado y el 2% son internacionales. El 42% de los estudiantes eran hombres y el 58% mujeres. Los estudiantes de Metro State tienen entre 15 y 84 años. La clase de 2015 de Metro State tuvo una tasa de aprobación del examen de licencia del 82%. Metro State tiene una tasa de graduación de seis años del 67%.

## Alojamiento para estudiantes
Metropolitan State University se adapta a las necesidades de los adultos que trabajan al programar muchas de sus clases por la noche y los fines de semana. La cantidad de cursos que se ofrecen durante el día ha aumentado en los últimos años debido a las crecientes demandas de los estudiantes. Es posible que los recién graduados de las escuelas secundarias públicas de Minneapolis y St. Paul asistan gratis a la matrícula de Metro State. 
Cada estudiante que asiste a Metropolitan State University paga una tarifa de .43 centavos por crédito para financiar la Asociación de Estudiantes de la Universidad Estatal de Minnesota, una organización sin fines de lucro dirigida por estudiantes que aboga en nombre de todos los estudiantes universitarios del estado de Minnesota. En 1995, Metro State ganó un codiciado Premio Nacional (Theodore) Hesburgh por el desarrollo docente innovador y sobresaliente. El expresidente Bill Clinton fue el orador principal en la ceremonia de premiación.

## Biblioteca
En 2002, la legislatura de Minnesota aprobó fondos para la construcción de una biblioteca en el campus de St. Paul; el edificio abrió durante el semestre de primavera de 2004. La biblioteca también alberga una sucursal de la Biblioteca Pública de Saint Paul. Esta es la única asociación entre universidades y bibliotecas públicas en el estado de Minnesota y una de las pocas en todo el país.
Con el fin de fomentar el desarrollo espiritual de los estudiantes y miembros de la comunidad, la biblioteca construyó el Laberinto Comunitario David Barton y el Jardín Reflexivo, nombrado en honor al primer decano de la biblioteca. El laberinto está abierto al público y ha sido escenario de varios eventos.

## Graduados notables
La primera clase que se graduó en la universidad consistió en 12 personas y fue el 1 de febrero de 1973. Al 12 de diciembre de 2020, tiene 49,230 alumnos. Los alumnos notables incluyen:
- Derek Chauvin - asesino convicto y ex oficial de policía de Minneapolis conocido por su papel en el asesinato de George Floyd, se graduó con BS en Cumplimiento de la Ley.
- Carl Eller - exjugador de fútbol profesional incluido en el Salón de la Fama del Fútbol Americano Profesional.
- Leo Foley - exsenador del estado de Minnesota.
- Frank J. Grass - General del Ejército de los Estados Unidos y Jefe de la Oficina de la Guardia Nacional.
- Ken Kelash - senador del estado de Minnesota.
- John Kriesel: exrepresentante del estado de Minnesota, ex sargento de personal de la Guardia Nacional de Minnesota, orador y autor.
- James Lukaszewski - autor, consultor, fundador y presidente de la División de Relaciones Públicas de Risdall del Grupo Lukaszewski.
- Mohamud Noor - científico informático, activista y político.
- Sandy Pappas - expresidente del Senado del estado de Minnesota.
- Samuel Sam-Sumana - honorable jefe y exvicepresidente de la República de Sierra Leona.
- Char Samuelson - exrepresentante del estado de Minnesota.
- Don Shelby - expresentador de noticias en WCCO-TV.